# صموئيل إتش موفيت
صموئيل إتش موفيت (بالإنجليزية: Samuel Hugh Moffett)‏ هو مؤرخ ومبشر أمريكي، ولد في 7 أبريل 1916، وتوفي في 9 فبراير 2015.